# Drapeau des îles Cook

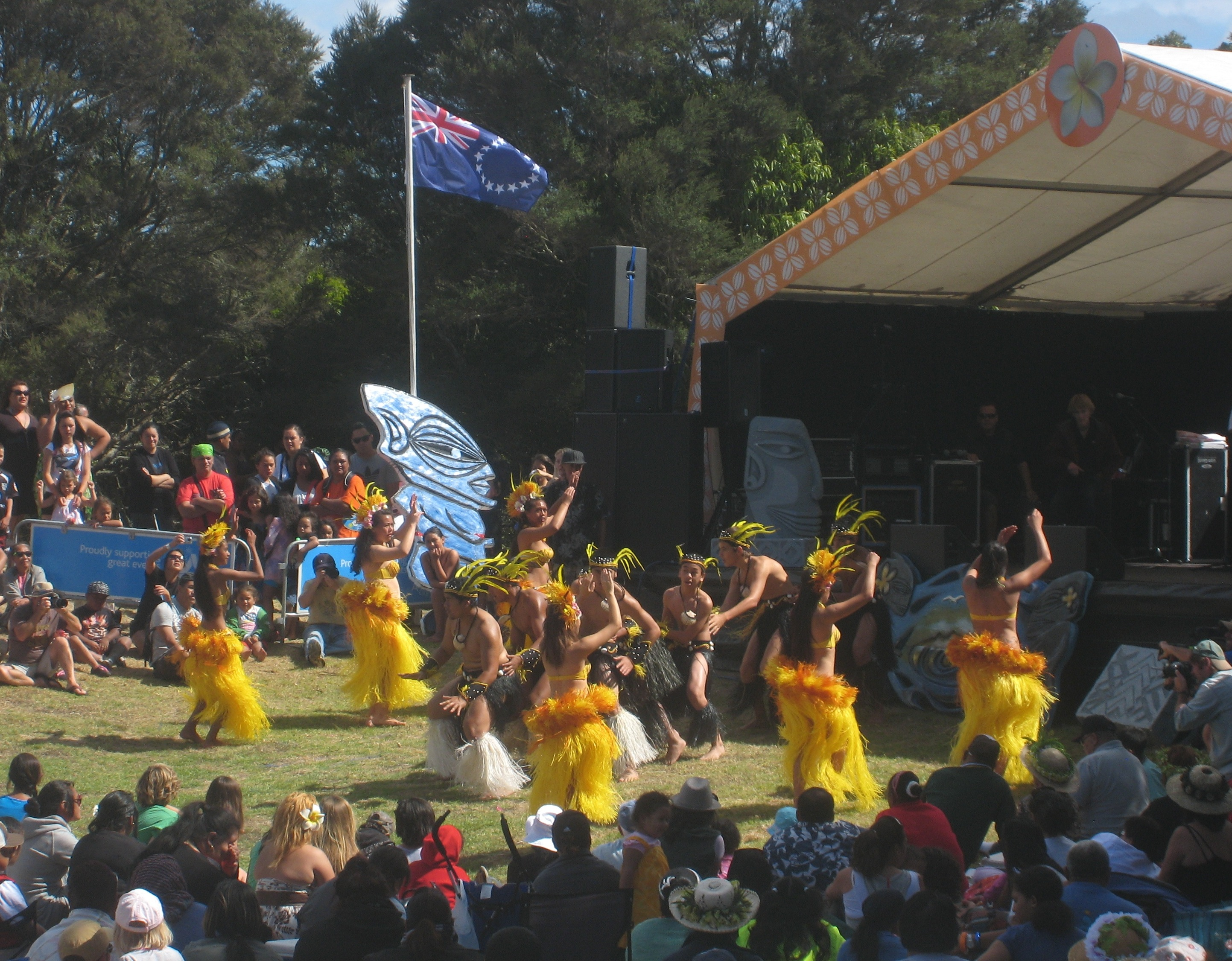
Drapeau des îles Cook au Pasifika Festival de 2010

Drapeau du représentant du roi aux Îles Cook

Le drapeau des Îles Cook, pays de l'océan Pacifique, officiellement connu sous le nom Ensign of the Cook Islands (« enseigne des îles Cook »), est basé sur le dessin traditionnel des anciens territoires britanniques du Pacifique occidental. C'est une enseigne bleue contenant le drapeau de l'Union (en anglais : Union Flag ou Union Jack) en haut à gauche, et à droite, quinze étoiles dans un anneau. Le drapeau de l'Union symbolise les liens historiques de la nation avec le Royaume-Uni et le Commonwealth des Nations. Les étoiles représentent les quinze îles qui composent les îles Cook (Penrhyn, Rakahanga, Manihiki, Pukapuka, Nassau, Suwarrow, Palmerston, Aitutaki, Manuae, Takutea, Atiu, Mitiaro, Mauke, Rarotonga et Mangaia). Le bleu représente l'océan et la nature paisible des habitants.
Le drapeau des Îles Cook, pays du Pacifique, adopte le même format que celui de la Nouvelle-Zélande, pays avec lequel il a conclu un accord de libre association en 1965. On reconnait le pavillon du Blue Ensign auquel est ajouté un cercle composé de 15 étoiles également réparties. Chaque étoile symbolise une des 15 îles de l'archipel et l'Union Jack rappelant les liens historiques des îles Cook avec le Royaume-Uni.

## Histoire
Un projet de loi sur le drapeau fédéral a été proposé au Parlement des îles Cook en 1892, mais n'a pas été sanctionné. Le drapeau proposé était composé de trois bandes horizontales (rouge, blanc, rouge), avec un drapeau de l'Union dans le coin supérieur gauche, recouvert d'un cocotier noir sur un cercle blanc. Lorsque les îles ont été annexées par la Nouvelle-Zélande en 1901, le drapeau néo-zélandais a été utilisé à la place
En 1973, un concours a eu lieu pour concevoir un nouveau drapeau, avec 120 entrées. Le gagnant a été choisi lors d'une réunion du cabinet, du jury et du comité de conception du drapeau, une enseigne verte avec 15 étoiles d'or dans un cercle. L'or devait représenter « la gentillesse des insulaires Cook et leur espoir, leur foi, leur dévouement, leur amour et leur bonheur » ;  le cercle représentait « l'unité et la force de l'objectif et le moulage de 15 îles en un seul peuple uni » ;  les étoiles étaient « des symboles du ciel, de la foi en Dieu et du pouvoir qui a guidé les Îles Cook tout au long de leur histoire » ; et le fond vert devait représenter la « nation, la vitalité de la terre et le peuple de la croissance à feuilles persistantes et durable des îles Cook ».Le nouveau drapeau a été hissé pour la première fois le 24 janvier 1974.
C'est le gouvernement de Albert Henry qui lança ce concours afin de s'en choisir un nouveau. Bien que le drapeau ayant été plébiscité fut des étoiles blanches sur un fond bleu clair, Henry le refusa au profit de celui aux couleurs du Parti des îles Cook, vert et or, décalant simplement les étoiles vers la droite.
Lorsque le Parti démocrate arriva au pouvoir en 1978, le nouveau premier ministre Tom Davis fit adopter le drapeau actuel l'année suivante. Ce drapeau est le troisième qu'a connu les Îles Cook depuis son indépendance en 1965. Jusqu'en 1974, seul le drapeau néo-zélandais était utilisé.

## Chronologie
| Date                           | Drapeau                                | Image                                                                           |
| ------------------------------ | -------------------------------------- | ------------------------------------------------------------------------------- |
| 1858 - 1888                    | Drapeau du Royaume de Rarotonga        | Drapeau du Royaume de Rarotonga · Symbole décrivant l'usage, explicité ci-après |
| 1858 - 1888                    | Drapeau du Royaume de Rarotonga        | Drapeau du Royaume de Rarotonga · Symbole décrivant l'usage, explicité ci-après |
| 1888 - 1893                    | Drapeau du Royaume de Rarotonga        | Drapeau du Royaume de Rarotonga · Symbole décrivant l'usage, explicité ci-après |
| 1893 - 11 juin 1901            | Drapeau de la Fédération des îles Cook | Drapeau de la Fédération des îles Cook                                          |
| 11 juin 1901 - 24 mars 1902    | Drapeau des îles Cook                  | Drapeau des îles Cook · Symbole décrivant l'usage, explicité ci-après           |
| 24 mars 1902 - 23 juillet 1973 | Drapeau des îles Cook                  | Drapeau des îles Cook                                                           |
| 23 juillet 1973 - 4 août 1979  | Drapeau des Îles Cook                  | Drapeau des Îles Cook                                                           |
| 1979 - aujourd'hui             | Drapeau des Îles Cook                  | Drapeau des Îles Cook · Symbole décrivant l'usage, explicité ci-après           |

## Drapeaux proposés

Drapeau proposé des îles Cook, conçu par Len Staples en 1973